# Chvalov (Červené Janovice)
Chvalov (německy Chwalow) je malá vesnice, část obce Červené Janovice v okrese Kutná Hora. Nachází se asi 2,5 kilometru jihovýchodně od Červených Janovic.
Chvalov leží v katastrálním území Chvalov u Červených Janovic o rozloze 1,5 km². V katastrálním území Chvalov u Červených Janovic leží i Plhov a Zadní.

## Historie
První písemná zmínka o vesnici pochází z roku 1381.

## Fotogalerie

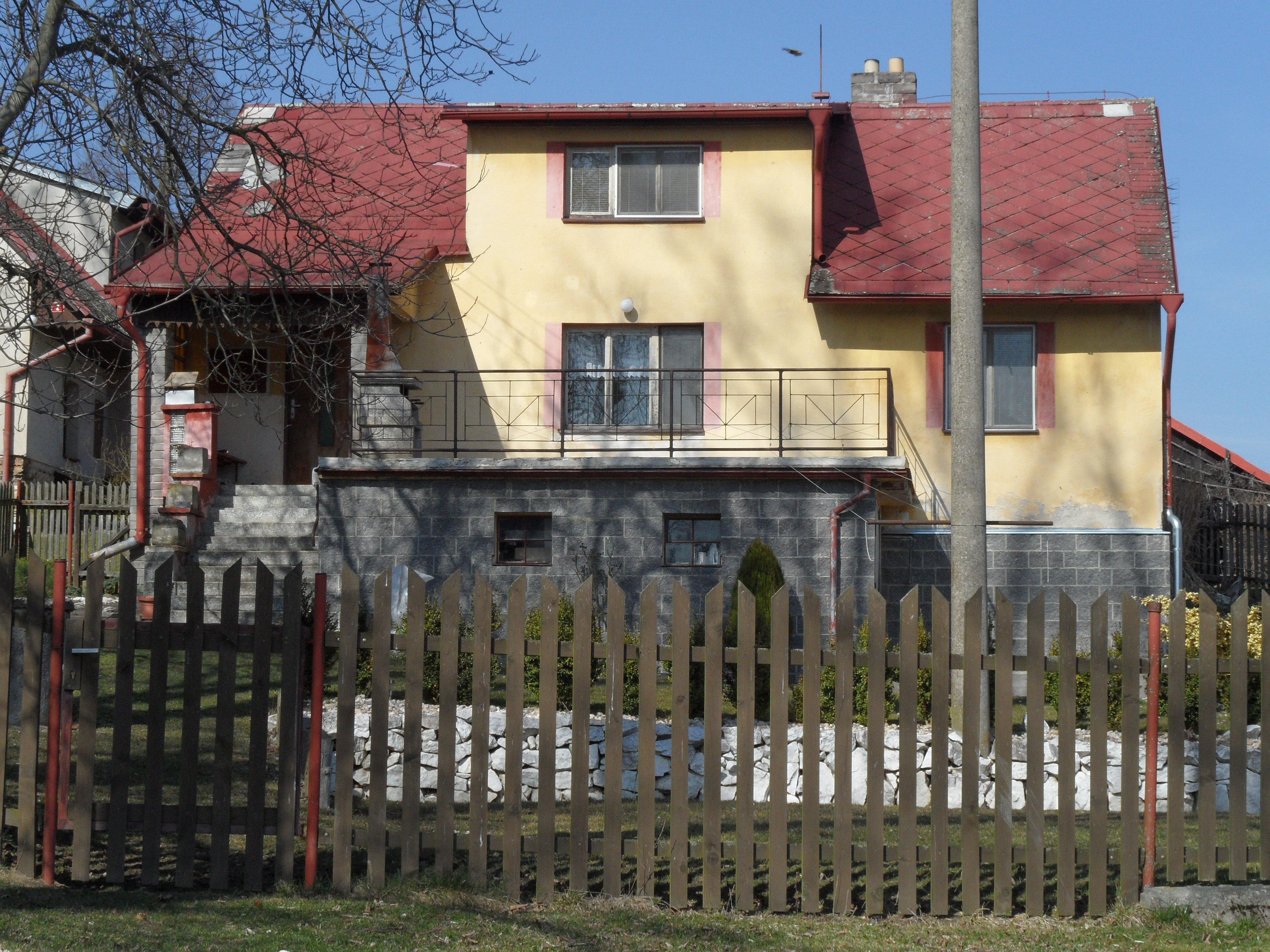
Rodinný dům
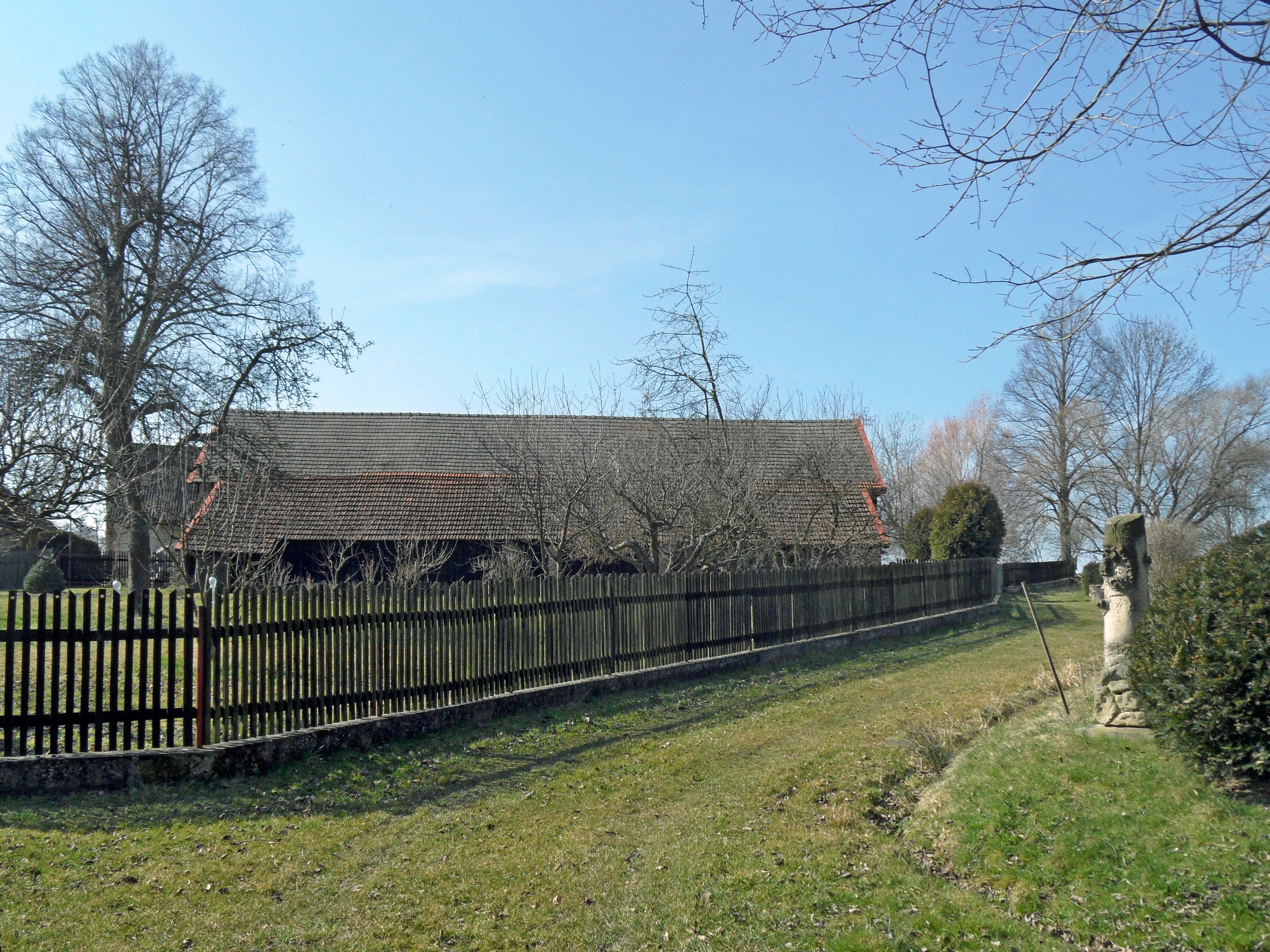
Dům s dřevěným plotem
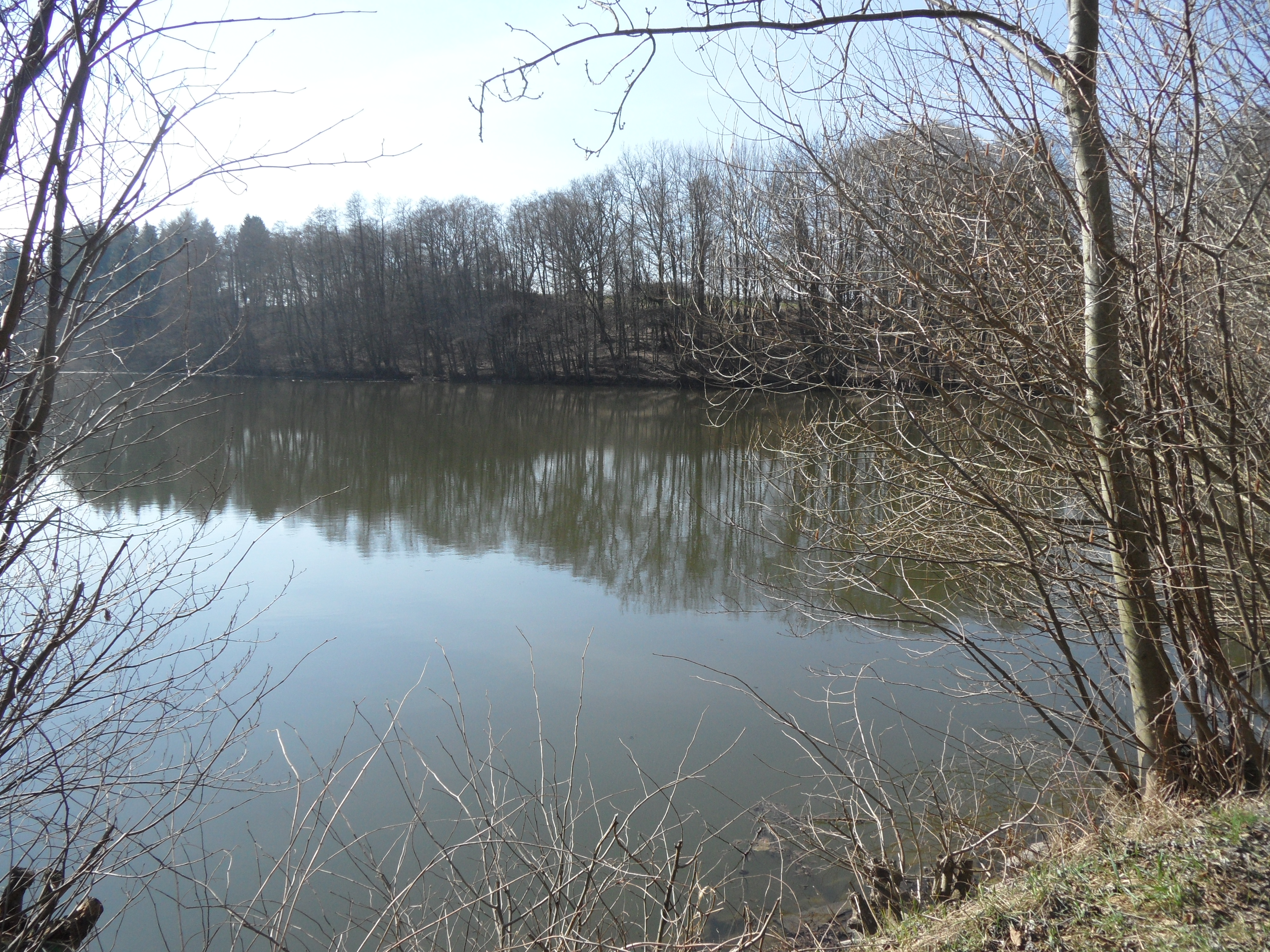
Pilský rybník
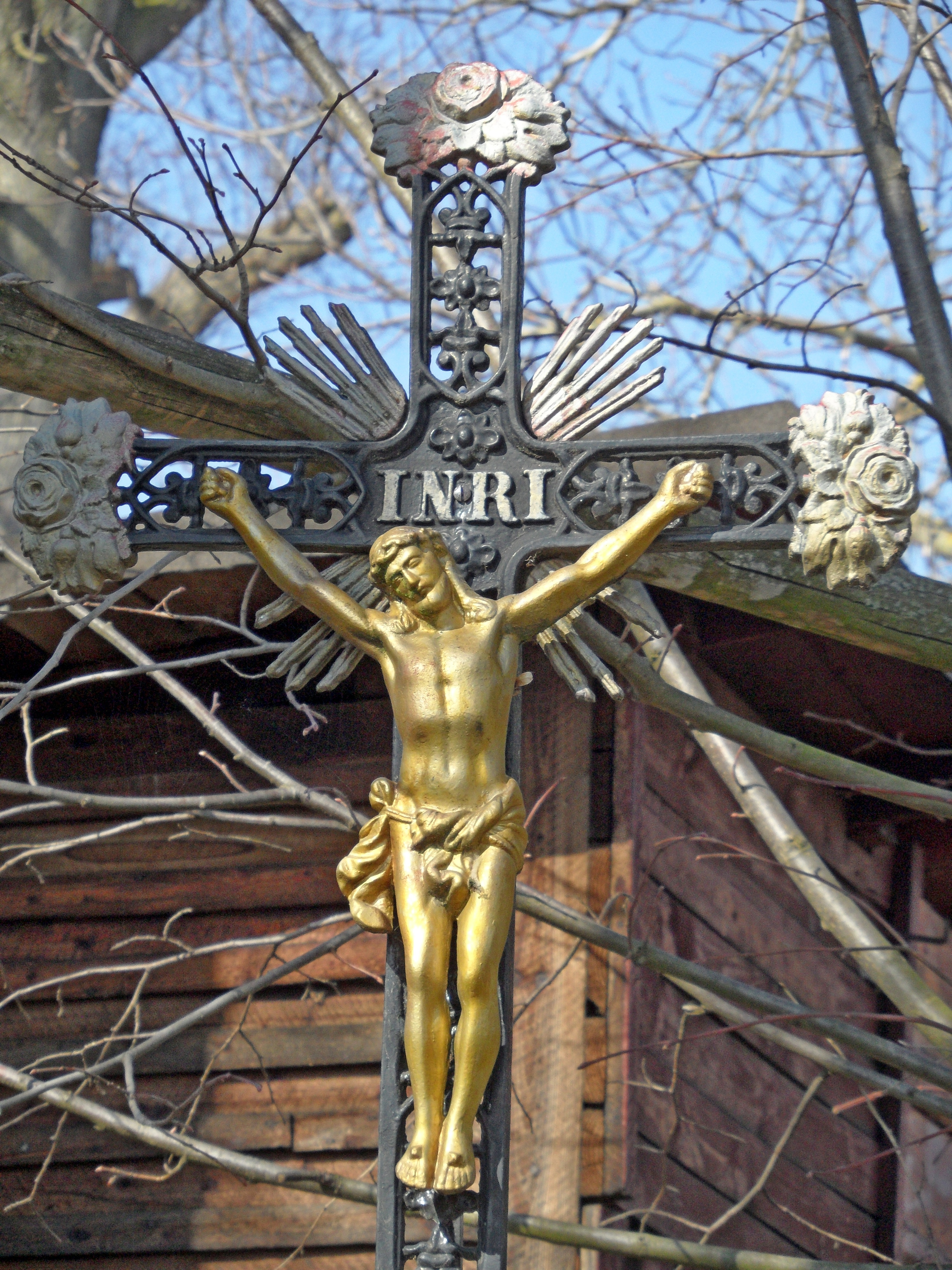
Detail křížku